# Federazione Sammarinese Giuoco Calcio
Federazione Sammarinese Giuoco Calcio (FSGC) är San Marinos fotbollsförbund. De grundade högstadivisionen inom fotboll i San Marino och den nationella cupen Coppa Titano.
FSGC hjälpte även till att skapa klubben San Marino Calcio som spelar i den italienska fjärdedivisionen, Serie C2.